# Прогрессивно-консервативная партия Онтарио
Прогрессивно-консервативная партия Онтарио (англ. Progressive Conservative Party of Ontario, фр. Parti progressiste-conservateur de l'Ontario) — правоцентристская консервативная политическая партия в провинции Онтарио, Канада. Основана в 1854 году сэром Джоном А. Макдональдом и Джорджем Этьенном Картье. Она формировала правительство Онтарио 80 из последних 151 лет, включая период с 1943 по 1985 год.
На провинциальных всеобщих выборах 2014 года партия заняла второе место, получив 28 из 107 мандатов в Законодательном собрании Онтарио. 2 июля 2014 года Джим Уилсон был выбран временным лидером партии и лидером оппозиции.
Прогрессивные консерваторы под руководством Дага Форда на всеобщих выборах в Онтарио в 2018 году получили 40,5 % голосов и большинство мест (76 из 124) и сформировали правительство.